# Sith
A l'univers de La Guerra de les Galàxies els Sith són un grup de guerrers que segueixen el Costat Fosc de La Força. Els Sith tenen noms que acostumen a anar precedits pel títol "Darth". La paraula sith és en cèltic "fada".
D'acord amb la Guerra de les Galàxies l'Ordre Sith, va ser establerta quan un dissident jedi va descobrir que el veritable poder no estava en la meditació, com havia estat explicat pels Mestres Jedi, sinó en les emocions. La tensió entre els Jedi i aquest dissident va ser creixent i creixent fins que el conflicte va esclatar mil·lennis abans de la trilogia. Aquest conflicte, anomenat Gran Cisma, va fer que el Jedi Fosc fos expulsat de República Galàctica. Aquest dissident va trobar un lloc on viure a Korriban, un món desolat, habitat pels sith, relativament primitius, però amb un innat coneixement del Costat Fosc. La Força fluïa fortament en aquests Sith, i el Jedi Fosc va veure aquesta oportunitat. Usant el seu entrenament en La Força el Jedi Fosc, seduït per les habilitats que els Sith extreien de la Força, va autoproclamar-se'n Déu-Sobirà. En passar els anys, el terme Sith va passar a referir-se no sol als originals habitants de Korriban, també als Mestres Foscs.
Els Sith i els Jedi han estat enfrontats en diferents guerres com la gran guerra hiperespacial o la Gran purga Jedi. Durant quatre mil anys van tenir encontres violents que acabaven generalment amb la victoria dels Jedi.
Des de la Gran Guerra Sith i Darth Bane, mai va tornar a haver-hi més de dos Lords Sith, el mestre i l'aprenent. La raó d'aquesta reducció cal buscar-la en el fet que un nobre gran de Jedis o Sith debilita les capacitats generals dels Sensibles a la Força. D'altra banda, amb un nombre petit, els Sith són molt més poderosos, tal com descobrí Darth Bane. Per aconseguir aquesta reducció, Darth Bane va usar una habilitat de la Força per xuclar l'energia vital dels Sith deixant, tan sols, els més forts. d'entre els supervivents, va escollir a un aprenent i rematar la resta. És en aquest moment en què els Sith passen a ésser dos: Mestre i Aprenent.
Quan Palpatine i Darth Vader van intentar corrompre a Luke Skywalker, cadascun tenia els seus propis plans de futur. Arran de la traïció de Vader, que secretament entrenava un aprenent -fill d'un jedi que assassinà durant la Purga-, Palpatine decidí substituir-lo i començar de nou amb en Luke. Per la seva part, Darth Vader pretenia substituir l'Emperador com a nou Senyor dels Sith i servir-se del seu propi fill per mantenir l'Imperi (ja que l'Emperador havia ordenat la mort del seu aprenent).
Això no obstant, durant el duel entre pare i fill, Luke Skywalker va aconseguir redimir en Darth Vader que recuperà la seva essència original: la de l'Anakin Skywalker que acabà finalment amb el Sith llençant Darth Sidious (l'emperador) pel pou de la Sala del Tron de la segona Estrella de la Mort, acomplint la Profecia que revelava que l'Anakin seria l'elegit que restauraria l'equilibri a la Força.
Així mateix, poc després les forces rebels destruïren aquesta estació de combat, decapitant l'Imperi -ja que bona part dels Dignataris Imperials es trobava allí- i forçant una Treva entre la Rebel·lió i l'Imperi (Treva de Bakura).
Seguint amb l'Univers Expandit altres Jedi van caure davant el Costat Fosc altra vegada. Fins i tot la filla de Han Solo, Jaina Solo, després de la mort dels seus dos germans, els seus sentiments la van trair i es va apropar al Costat Fosc de La Força.

## Sith
- Marka Ragnos, Primer Lord Fosc dels Sith.
- Naga Sadow, mestis d'humà i Sith.
- Exar Kun, líder dels Sith durant la Gran guerra Sith.
- Darth Revan, lord Sith que participà en la guerra mandaloriana va descobrir la Star Forge. Després va redimir-se i va destruir-la.
- Darth Malak, aprenent de Revan i després mestre de Star Forge.
- Darth Bandon, aprenenent de Malak.
- Darth Bane, esmentat en la novel·lització de l'Episodi I.
- Darth Sidious, la identitat Sith de Palpatine, Canceller de la República i Emperador al terme de les Guerres Clon.
- Darth Maul, un aprenent de Darth Sidious.
- Darth Tyranus, també conegut com a Comte Dooku, després va ser aprenent de Darth Sidious.
- Darth Vader, Abans conegut com a Anakin Skywalker.
- Kyp Durron, aprenent Jedi de Luke Skywalker, després va caure en el Costat Fosc.
- Darth Caedus, també conegut com a Jacen Solo, fill de Han Solo

Plantilla:Infotaula personatges de SW